# The Birthday Eve
Albums de Loudness
Devil Soldier
(1982)
The Birthday Eve est le premier album studio du groupe Loudness sorti en 1981 sous le label Columbia Records.

## Liste des titres
Toutes les paroles sont écrites par Minoru Niihara, toute la musique est composée par Akira Takasaki.
| No  | Titre          | Durée |
| --- | -------------- | ----- |
| A1. | Loudness       | 5:14  |
| A2. | Sexy Woman     | 5:40  |
| A3. | Open Your Eyes | 4:33  |
| A4. | Street Woman   | 5:18  |
| B1. | To Be Demon    | 6:07  |
| B2. | I'm On Fire    | 3:41  |
| B3. | High Try       | 5:08  |
| B4. | Rock Shock     | 4:56  |

## Composition du groupe
- Minoru Niihara - chants
- Akira Takasaki - guitare
- Masayoshi Yamashita - basse
- Munetaka Higuchi - batterie